# Gatson Ridge
Gatson Ridge ist ein zerklüfteter und 5 km langer Gebirgskamm in der antarktischen Ross Dependency. In den Brown Hills der Cook Mountains erstreckt er sich vom südlichen Teil des Bowling-Green-Plateaus in östlicher Richtung.
Das Advisory Committee on Antarctic Names benannte ihn 2000 nach dem US-amerikanischen Topographieingenieur Karl W. Gatson, der von 1975 bis 1976 am gemeinsamen Projekt des United States Geological Survey und des British Antarctic Survey zur Satellitengeodäsie der Antarktischen Halbinsel und des Ellsworthgebirges beteiligt war.